# Safia eminens
Safia eminens là một loài bướm đêm trong họ Noctuidae.